# 貝諾納鎮區 (密歇根州)
貝諾納鎮區（英語：Benona Township）是位於美國密歇根州奧希阿納縣的一個行政鎮區。

## 地方資料
貝諾納鎮區的面積為106.90平方千米，當中陸地面積為105.60平方千米，而水域面積為1.30平方千米。根據2020年美國人口普查的數據，當地共有人口1425人，而人口密度為每平方千米13.33人。